# 那須南病院
那須南病院（なすみなみびょういん）は、栃木県那須烏山市に所在する公立の医療機関。南那須地区広域行政事務組合が管理運営する。

## 診療科
- 内科
- 循環器内科
- 神経内科
- 外科
- 整形外科
- 眼科
- 小児科
- 耳鼻咽喉科
- 皮膚科
- 泌尿器科

## 沿革
- 1990年（平成2年）7月 - 南那須地区広域行政事務組合立那須南病院が開設する[2]。

## 医療機関の指定等
- 救急告示病院
- 二次救急病院群輪番制病院
- 特定疾患治療研究事業受託病院
- へき地医療拠点病院
- 労災保険指定医療機関
- 結核予防法指定医療機関
- 更生医療指定医療機関
- 国民健康保険医療取扱機関
- 脳卒中専門医療機関

## アクセス
- 烏山駅より徒歩10分
- 那珂川町コミュニティバス「那須南病院前」バス停下車